# Paratettix meridionalis
Espèce
Synonymes
- Tetrix meridionalis Rambur, 1838
- Tetrix brachyptera Lucas & Brisout de Barneville, 1849
- Tettix dorhni Fieber, 1853
- Tettix ophthalmicus Fieber, 1853
- Paratettix meridionalis weidneri Karaman, 1965

Paratettix meridionalis est une espèce d'insectes orthoptères de la famille des Tetrigidae. Elle est communément appelée le  tétrix méridional ou tétrix des plages.

## Distribution
Cette espèce se rencontre en Europe méridionale, où elle est localement très commune, et au Maroc, en Libye, en Turquie, en Arabie et au Mexique.
En France, il est connu des départements allant de la Vendée aux Hautes-Alpes et des départements situés au sud d'une ligne joignant ces derniers, ainsi que de Corse. Il aurait été signalé anciennement du Loir-et-Cher et des Côtes-d'Armor.   

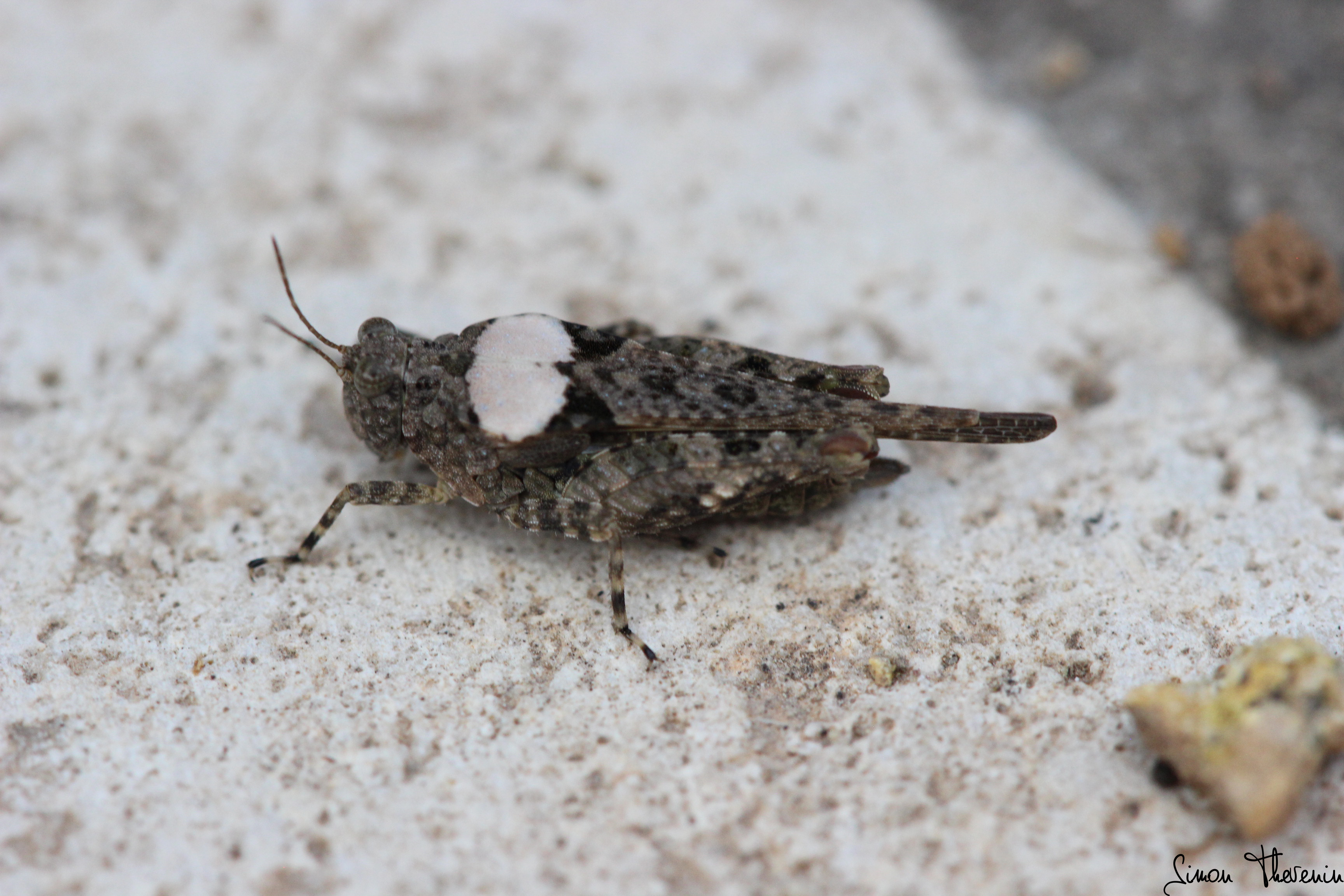
Paratettix meridionalis à deux taches blanches sur le pronotum.

## Habitat
Ce tétrix fréquente les endroits sablonneux ou pierreux, à proximité des eaux salées ou douces; les adultes sont visibles presque toute l'année, plus abondants au printemps, puis en fin d'été et en automne.

## Description

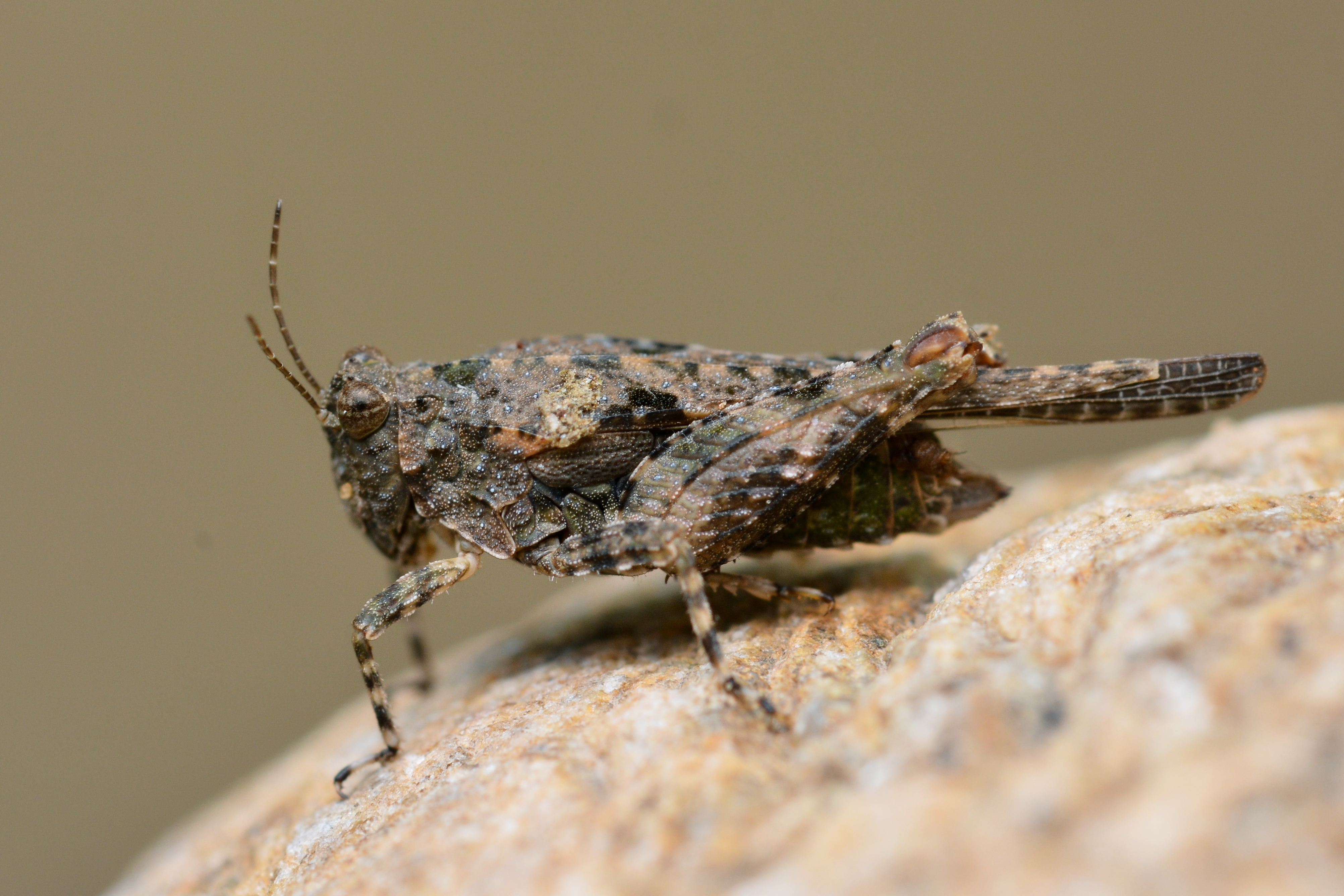
Paratettix meridionalis.

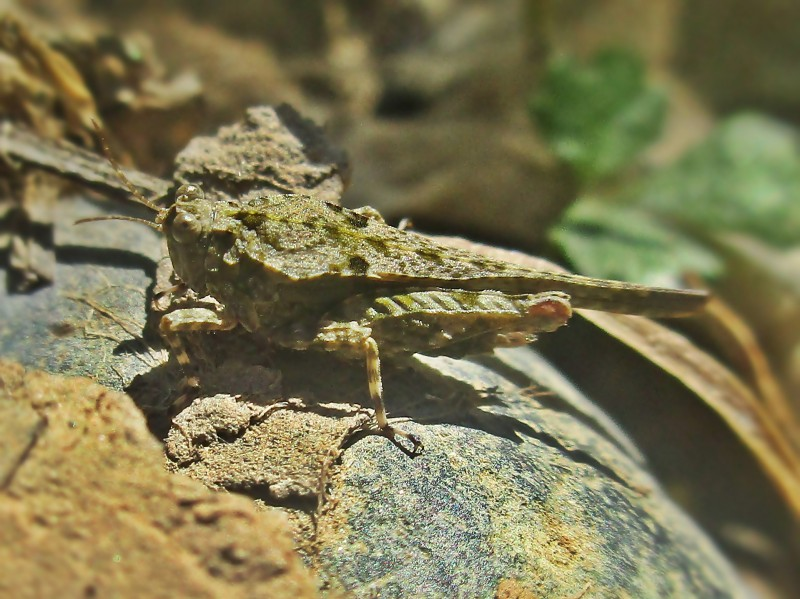
Paratettix meridionalis.

Corps long de 7 à 9 mm chez le mâle et de 10 à 12 mm chez la femelle. C'est un insecte herbivore aux couleurs très variées (brun jaune, brun noir, gris, souvent très bariolé), le rendant très mimétique sur le sol. Comme Tetrix subulata, il est d'aspect gracile, mais l'épine qui prolonge le pronotum vers l'arrière dépasse l'extrémité de l'abdomen, recouvre les ailes postérieures bien développées, qui elles-mêmes dépassent l'extrémité de l'épine du pronotum (voir photo).

## Systématique et taxinomie
Cette espèce a été décrite sous le protonyme Tetrix meridionalis par Rambur en 1838.

## Publication originale
- Rambur, 1838 : Faune entomologique de l'Andalousie. (texte intégral).